# Laura Pallarés Chumillas
Laura Pallarés Chumillas (Parets del Vallès, 19 d'abril de 1988) és escriptora i periodista paretana, autora de cinc novel·les publicades.

## Obra publicada
- Pájaros en la piel (Libros Indie, 2020)
- Valle de Robles 1: La desaparición de Sara (2021)
- Valle de Robles 2: Secretos del pasado (2022)
- Valle de Robles 3: Retrato de familia (2023)
- La anfitriona (2023)